# Markéta Tallerová
Markéta Tallerová (* 31. července 1966 Praha) je česká divadelní herečka a zpěvačka a fotografka.

## Životopis
Narodila se a dětství prožila na Smíchově. Jejím otcem byl dramaturg Jiří Valenta a jako malá už přednášela básničky v agitačních střediscích a chodila do Kühnova dětského sboru. Díky sboru také hrála a zpívala v Národním divadle v Praze a svou první větu na jevišti pronesla v Prodané nevěstě. Následně studovala na Státní konzervatoři v Praze hudebně-dramatické oddělení. V posledním ročníku akceptovala nabídku z libereckého divadla F. X. Šaldy a od roku 1986 zde byla v angažmá. Během svého působení se poznala se svým manželem a v roce 1997 dostala nabídku od režiséra Petra Kracika do pražského Divadla Pod Palmovkou, kterou přijala. V roce 2000 se vrátila zpátky do libereckého divadla F. X. Šaldy. Zahrála si v inscenacích Maja, Věc Makropulos, Její pastorkyňa, Tramvaj do stanice Touha, Višňový sad a mnoho dalších.
Ve svém volnu ráda paličkuje, ve svém domě v Kateřinkách chová řadu zvířat, přede na kolovrátku vlnu z vlastních ovcí a pěstuje i len. Kromě toho vede v Kateřinkách ochotnické divadlo.
V roce 1994 vyhrála první cenu v dokumentární fotografii se svým souborem „Jak se dělá divadlo“ na Národní výstavě amatérské fotografie. Za rok 2004 byla v nominaci na cenu Thálie v oboru činohra. Tu ale obdržela za rok 2008 v oboru opereta a muzikál za roli Loly Blau v muzikálu Dnes večer: Lola Blau v Divadle F. X. Šaldy v Liberci.